# .cm
.cm ist die länderspezifische Top-Level-Domain (ccTLD) Kameruns. Sie existiert seit dem 29. April 1995 und wird von der Cameroon Telecommunications (CAMTEL) mit Hauptsitz in Yaoundé operativ verwaltet.

## Geschichte
Zu Beginn wurden .cm-Domains ausschließlich durch Kameruns Behörden genutzt und nicht öffentlich vergeben. Erst im November 2008 öffnete sich das zuständige Network Information Center und führte mit .com.cm, .net.cm und .co.cm drei Second-Level-Domains, die auch von ausländischen Privatpersonen und Unternehmen genutzt werden konnten. Im Sommer 2009 sollte die Top-Level-Domain dann auch auf zweiter Ebene freigegeben werden. Allerdings verzögerte sich die Öffnung aufgrund technischer Probleme bis Ende des Jahres 2008, auch weil besonders wertvolle Domains für einen höheren Preis versteigert werden sollten.

## Missbrauch
Im Juni 2007 wurde bekannt, dass .cm-Domains aufgrund ihrer Ähnlichkeit zu .com häufig irrtümlich aufgerufen werden und ein US-amerikanisches Unternehmen entsprechende Adressen auf eine Website mit Werbung umleiten will. Zu diesem Zeitpunkt waren nach offiziellen Angaben nur etwa 400 Domains unter .cm angemeldet. Die Vergabestelle versicherte ausdrücklich, der reguläre Betrieb der Top-Level-Domain werde von der werblichen Verwendung nicht beeinträchtigt. Aus diesem Grund warnten Experten nach dem Neustart im August 2009 ausdrücklich vor systematischem Missbrauch von .cm-Domains und empfahlen, diese vorsorglich als sogenannte Tippfehler-Domains analog zu bestehenden .com-Adressen zu registrieren.
Im Jahr 2009 stufte der Sicherheitsspezialist McAfee die Endung als gefährlichste Top-Level-Domain weltweit ein. Über die Hälfte aller getesteten .cm-Domains verbreiteten demnach Malware.